# Убийство Роджера Экройда
«Уби́йство Ро́джера Э́кройда» (англ. The Murder of Roger Ackroyd) — детективный роман Агаты Кристи, опубликованный в 1926 году. Является шестым изданным романом писательницы и третьим, в котором фигурирует детектив Эркюль Пуаро. Стал первым произведением Кристи, опубликованным в издательстве William Collins and Sons, с которым она затем будет сотрудничать на протяжении своей жизни.
В книге детективное расследование убийства богатого фабриканта Роджера Экройда ведёт сыщик Пуаро. Ему помогает доктор Шеппард, от лица которого и ведётся повествование. В конце романа неожиданно выясняется, что убийцей является именно доктор, оказавшийся таким образом так называемым ненадёжным рассказчиком. В соответствии с традициями классического детектива читателю предоставлена возможность вычислить убийцу, однако в данном случае сделать это довольно сложно, поскольку читатель традиционно проникается доверием к рассказчику. Одной из важнейших проблем в творчестве Кристи является тема морали и возмездия преступнику за совершённое преступление. Эта тема трактуется в её произведениях различным образом, но главный принцип сводится к тому, что человек, совершивший жестокое преступление, не должен оставаться на свободе. Тем не менее Пуаро, определив убийцу, не передаёт его в руки правосудия, а предоставляет ему возможность покончить с собой.
Роман был закончен весной 1925 года и печатался в Evening News с июля по сентябрь 1925 года под заглавием «Кто убил Экройда?». Британское и американское книжное издание увидели свет в июне 1926 года. В 1926 году умерла мать писательницы, а муж поставил её в известность о том, что он хочет расторгнуть брак, так как влюблён в другую женщину. После этого Кристи пропала на одиннадцать дней, скрывшись под чужим именем, а её розыски приобрели общенациональную известность. Громкий успех романа и неожиданное исчезновение привели к тому, что она стала наиболее известным детективным автором своего времени. Популярности романа способствовала также успешная сценическая адаптация Майкла Мортона, состоявшаяся 15 мая 1928 года в лондонском Prince of Wales Theatre под названием «Алиби» и экранизированная Лесли Хискотом в 1931 году. Пьеса стала первой театральной постановкой из созданных на основе произведений Кристи, а снятый на её основе фильм — первым звуковым среди многочисленных киноверсий её книг.
После издания романа он был неоднозначно воспринят некоторыми критиками, авторами детективов и поклонниками этого жанра. Автора обвиняли в нарушении правил классического детектива, нечестной игре и обмане читателей. Кристи отрицала какое-либо мошенничество, указывая на то, что её рассказчик нигде не обманывает, а только недоговаривает. Со временем произведение приобрело широкую популярность, став одним из наиболее известных и издаваемых среди произведений писательницы.
«Убийство Роджера Экройда» считается одним из лучших детективных романов всех времён, обновившим законы жанра и повлиявшим на его развитие. Он попал в список сотни лучших детективов XX века, составленный британской Независимой Ассоциацией торговцев детективной литературой. В 2013 году Ассоциация писателей криминального жанра признала роман лучшим детективом всех времён и народов. Он занимает сорок девятое место в списке «100 книг века по версии Le Monde». Неоднократно адаптировался для театра, радио, телевидения, кино, издавался в виде графического романа.

## Сюжет
Действие романа происходит в вымышленной английской деревне Кингз-Эббот. Повествование ведётся от лица провинциального доктора Джеймса Шеппарда, проживающего со своей незамужней сестрой Каролиной, проницательной и очень любопытной женщиной. Шеппард фактически становится ассистентом сыщика Эркюля Пуаро (в большинстве других произведений, посвящённых Пуаро, эту роль выполняет капитан Гастингс).
Действие начинается со смерти миссис Феррар, богатой вдовы, по слухам, убившей своего мужа. Так считает Каролина, которая уверена, что Феррар отравила его мышьяком. Жители деревни полагают, что вдова совершила самоубийство. Вскоре погибает богатый фабрикант Роджер Экройд — вдовец, собиравшийся жениться на миссис Феррар; его обнаруживают заколотым кинжалом в собственном доме. Под подозрением оказываются: невестка Роджера (жена его покойного брата Сесила) миссис Экройд, страдающая ипохондрией и обладающая невротическими наклонностями, которая имеет много долгов из-за своих экстравагантных расходов; её дочь Флора; майор Блент — заядлый охотник; Джеффри Реймонд — личный секретарь Экройда; пасынок Роджера Ральф Пейтен, также имеющий огромные долги; Паркер, любопытный дворецкий, и Урсула Борн, уволенная накануне убийства горничная.
Главным подозреваемым становится Ральф Пейтен, который по завещанию убитого должен получить основную часть наследства. После убийства он исчезает, кроме того, некоторые улики явно указывают на него. Пуаро, недавно приехавший в деревню, начинает расследование по просьбе Флоры, помолвленной с Ральфом. Вскоре он обнаруживает, что каждый из причастных к делу Экройда что-то скрывает.
В конце концов Пуаро устанавливает истину — убийцей оказывается сам рассказчик, доктор Шеппард. Определив, что миссис Феррар убила своего мужа, он шантажировал её. В конце концов она покончила с собой, предварительно написав Экройду изобличающее Шеппарда письмо. Чтобы скрыть истину, Шеппард зарезал Экройда. Пуаро предлагает Шеппарду выбор — либо обо всём становится известным полиции, либо тот совершает самоубийство (чтобы его сестра не узнала, что её брат — убийца). В последней главе Шеппард признаётся в совершении убийства и рассказывает, что начал описывать произошедшее, чтобы засвидетельствовать неудачу Пуаро. Шеппард обращает внимание на свои литературные приёмы — он нигде в тексте прямо не лжёт, а лишь умалчивает о своей роли в убийстве. В конце текста он сообщает о своём решении отправить рукопись Пуаро и принять смертельную дозу веронала.

## Действующие лица
- Джеймс Шеппард — врач-рассказчик.
- Эркюль Пуаро — сыщик, ведущий дело.
- Роджер Экройд — богатый бизнесмен, был любовником Дороти Феррар.
- Каролина Шеппард — сестра Джеймса.
- Ральф Пейтен — приёмный сын Роджера Экройда.
- Джеффри Реймонд — секретарь мистера Экройда.
- миссис Сесил Экройд — жена брата Экройда.
- Флора Экройд — дочь миссис Сесил Экройд.
- Гектор Блент — майор, друг мистера Экройда.
- Паркер Адамс — дворецкий мистера Экройда.
- Урсула Борн — бывшая горничная Экройда.
- мисс Рассел — экономка Экройда.
- Дейвис — инспектор.
- полковник Мелроз — начальник полиции графства.
- Рэглан — инспектор из Кранчестера.

## История создания

### Предыстория
Первый детективный роман Агаты Кристи «Загадочное происшествие в Стайлзе» увидел свет в лондонском издательстве «Бодли Хед» (англ. The Bodley Head) в 1920 году, хотя был написан за несколько лет до того. Кристи долгое время не воспринимала себя в качестве профессионального писателя и не думала, что может зарабатывать приличные деньги литературной деятельностью. В этом романе появляются её знаменитый сыщик Эркюль Пуаро и его помощник капитан Гастингс. Писательница долгое время не могла опубликовать книгу, поэтому с энтузиазмом восприняла предложение Джона Лейна (англ. John Lane) из «Бодли Хед» и подписала невыгодный в финансовом отношении контракт. Кроме того, она обязалась передать пять следующих своих книг для публикации этому же издательству, при этом вознаграждение за них увеличивалось минимально. Она тогда ещё не помышляла, что сможет стать профессиональным писателем, и создание книг рассматривала как способ принести в дом хоть какие-то деньги, относя свои гонорары к «случайным заработкам». Со временем Кристи стала тяготиться этим контрактом и начала искать пути заключить более выгодный с другим издательством.
К созданию второго романа, «Таинственный противник» (1922), писательницу во многом побудила необходимость отремонтировать дом, в котором она родилась и жила в детстве — Эшфилд, где теперь проживала её престарелая мать Кларисса. Вскоре после этого вышел и третий роман — «Убийство на поле для гольфа», где вновь появляются Пуаро и Гастингс. Её литературная известность постепенно росла, появились поклонники её творчества. Одним из них оказался издатель еженедельного журнала The Sketch Брюс Ингрэм (англ. Bruce Ingram), предложивший Кристи написать сборник рассказов, где расследование опять бы вёл Пуаро. Она согласилась и написала для журнала двенадцать рассказов, объединённых общим заглавием «Пуаро ведёт следствие», которые вышли в марте 1924 года отдельной книгой в «Бодли Хед». По мнению Чарлза Осборна, биографа Кристи, «рассказы очень увлекательны, но читать больше одного-двух подряд не рекомендуется, это всё равно что сразу съесть двухфунтовую коробку шоколадных конфет».
После издания в августе 1924 года четвёртого опубликованного романа Кристи, «Человек в коричневом костюме», в её первом издательстве предложили продлить договор на более выгодных для неё условиях. Однако она отказалась и нашла себе литературного агента Эдмунда Корка. С тех пор он работал с Кристи на протяжении всей её оставшейся жизни и со временем сделал её единственной своей клиенткой. В том же году издатели газеты Evening News обратились к Кристи за правом публикации романа «Человек в коричневом костюме» на страницах газеты, предложив 500 фунтов стерлингов. В семье восприняли это как крупный успех; муж писательницы, полковник в отставке Арчибальд Кристи, не мог в это поверить, а мать Кларисса отнеслась к публикации более сдержанно, считая, что её дочь полностью этого заслуживала. В этот период осложнились отношения между супругами Кристи; Агата при случае напоминала Арчи, на некоторое время оставшемуся без работы, что деньги которые он тратит, получены из её гонораров. Кроме того, писательницу раздражало, что муж не уделяет ей должного внимания, а его, видимо, смущала растущая популярность жены. Материальное положение семьи значительно улучшилось, когда Арчи устроился на престижную работу в лондонском Сити. После этого супруги Кристи решили переехать в пригород Лондона; на их решение повлияло также и то, что Арчи пристрастился к игре в гольф, а за пределами мегаполиса ему было намного удобнее заниматься своей любимой игрой. Супруги стали проводить вместе значительно меньше времени, по поводу чего Агата писала: «От игры с таким ничтожным партнёром, как я, он уже не получал удовольствия и мало-помалу, сама ещё того не осознавая, я превратилась в то, что называют „гольфовой вдовой“». Чета Кристи приобрела автомобиль «Моррис каули», ставший любимым транспортным средством Агаты, и поселилась с дочерью Розалиндой в престижном Саннингдейле, в усадьбе, разделённой на четыре квартиры. К этому времени относится осознание Агатой того, что она может стать профессиональным писателем. «Хоть уверенности ещё не было. Я всё ещё считала, что умение сочинять сродни умению вышивать диванные подушки», — писала она позже в «Автобиографии».

### Создание романа
Литературный агент Эдмунд Корк познакомил Агату с Уильямом Коллинзом, ставшим впоследствии её издателем на всём протяжении её творческого пути. 27 января 1924 года Кристи подписала с издательством «Коллинз» контракт на три книги. После того как обязательства перед прежним её издательством были выполнены, она предложила Коллинзу свой новый роман — «Убийство Роджера Экройда». В «Автобиографии» она охарактеризовала эту книгу таким образом: «…гораздо удачнее всего, что я написала до той поры; её и теперь ещё помнят и цитируют».
Как признавалась сама автор, основную идею романа — превратить помощника сыщика из рассказчика в убийцу — предложили ей независимо друг от друга два человека. Первым это сделал в личной беседе муж её сестры Джеймс Уоттс. Так, уже за несколько лет до создания романа он, недовольный однообразными и малооригинальными сюжетами детективов, после прочтения одного из образчиков подобной литературы в раздражении сказал: «В нынешних детективах почти все оказываются преступниками, даже сыщики. Хотел бы я посмотреть, как из Ватсона можно сделать преступника». Агата оценила и запомнила эту идею, которую услышала ещё и из другого источника. Дело в том, что в марте 1924 года поклонник её творчества лорд Луис Маунтбеттен в письме предложил ей идею эпистолярного романа, в конце которого будет установлено, что «автор главных писем» и является преступником. Он также отметил, что не ожидает, что она воспользуется предложением от незнакомого ей человека, и пообещал, что сам не имеет намерения применить эту идею, так как она подходит не для коротких рассказов, которые он пишет, а для романа, на создание которого он не имеет времени. Согласно некоторым источникам, в ответ писательница признала, что история с подобным сюжетным ходом ей нравится, она считает её оригинальной и намеревается написать на её основе роман. Сама же Кристи вспоминала, что это предложение получила по почте, когда болела, и не может сказать точно, ответила на него или нет. Подобный сюжетный ход уже был использован Кристи в её предыдущих романах. В 1969 году, в ходе обмена письмами, она, подчеркнув роль адресата, не совсем точно ответила Маунтбеттену: «Благодарю вас за то, что подарили мне первоклассную идею, которая никому до того не приходила в голову». По мнению её биографа Лоры Томпсон, Кристи на протяжении творческой жизни довольно часто получала идеи для своих произведений, но при этом редко ими пользовалась. Однако в этот раз она оценила сюжетный ход и те возможности, которые подобный приём предоставляет в рамках детективного жанра. Решив «присвоить» идею, она сумела реализовать её во всей полноте, так как обладала надлежащей самодисциплиной, способностью «полностью самоустраниться в эпизодах, написанных от „автора“, и позволить сюжету заиграть во всей своей чистоте».
Сначала Агата Кристи не хотела браться за подобный сюжет, считая, что это будет трудно осуществить технически, но всё-таки после долгого обдумывания различных вариантов развития сюжета, характера и формы романа, она нашла то, что ей требовалось. По её признанию, идею романа она обдумывала долго, разрабатывая и продумывая все детали: «Есть сюжеты дразнящие, я люблю подолгу обдумывать и обыгрывать их, зная, что в один прекрасный день из них получатся книги». Первоначально она предполагала сделать убийцей капитана Гастингса, но, как она выразилась, «без обмана придумать такой сюжет трудно», и поэтому остановилась на докторе Шеппарде, ранее не появлявшемся в её книгах. Таким образом, Кристи заранее определилась с персонажем-убийцей, что не всегда соответствовало её методу построения детективных историй. Джон Карран, исследователь записных книжек романистки, отмечал как поразительный факт то, что развязки лучших её сюжетов не всегда были предопределены заранее, а появлялись в результате работы над книгой. В частности, это относится к таким романам, как «Ночная тьма» (1967), где убийцей также является рассказчик, и «Скрюченный домишко» (1949), где убийцей оказывается девочка, ведущая собственное расследование смерти своего дедушки. С другой стороны она сама признавалась, что часто разрабатывала сюжет в деталях, подолгу его обдумывая, стараясь замаскировать мотивы преступника, чтобы читатель не догадался. «Конечно, конкретные детали предстоит ещё обдумать, и персонажи проникают в моё сознание постепенно, но свою замечательную идею я тут же коротко записываю в тетрадку», — отмечала Агата.
Исследователи неоднократно подчёркивали возможные литературные влияния и реминисценции, обусловившие личность преступника. В частности, литературоведы отмечали ряд общих черт с дебютным детективным романом Энтони Беркли «Тайна Лейтон Корт» (1925). Также считается, что одним из источников вдохновения и выбора личности убийцы могло стать нашумевшее дело о загадочном убийстве британского адвоката Чарльза Браво, оставшемся в итоге нераскрытым. В декабре 1875 года он женился на богатой молодой вдове по имени Флоренс, а через четыре месяца умер. Долгая и мучительная смерть произошла 21 апреля 1876 года в результате отравления сурьмой. Это событие было признано убийством, но полиция так и не предъявила обвинений кому-либо. Криминальная история вызвала большой резонанс в британском обществе из-за скандальных подробностей, сопровождавших дело. Это дело очень интересовало Кристи, которая в результате умозаключений пришла к выводу, что в убийстве Браво повинен Джеймс Мэнби Галли, известный в своё время врач, практиковавший в области водолечения. Ещё одним литературным влиянием является творчество Чарльза Диккенса — один из любимых её авторов. В «Николасе Никльби» (первом его романе, который она прочитала) ей больше всего нравился персонаж пожилого джентльмена, ухаживавшего за миссис Никльби и перебрасывавшего через забор тыквы. В «Автобиографии» она риторически спрашивала себя: уж не поэтому она отправила Пуаро на покой в деревню, где он занимался разведением тыкв и кабачков?. Кроме того, в нахождении великого сыщика в сельской местности усматривают одну из многих отсылок писательницы к творчеству Артура Конана Дойла, чей герой Шерлок Холмс уйдя на покой занялся пчеловодством.
«Убийство Роджера Экройда» стало первым произведением писательницы, в котором действие происходит в вымышленной английской деревне Кингз-Эббот. Считается, что пристрастие к провинциальным населённым пунктам Англии, которые фигурируют во многих её книгах, связано с автобиографическими мотивами, в частности, со счастливыми детскими воспоминаниями о жизни в её родном Торки и семейной усадьбе Эшфилд. В литературе отмечается, что образ «этого уникального образца английской провинциальной культуры стал концентрированным выражением всей Англии, какой её знала и любила Агата Кристи».
Работа над романом велась писательницей на протяжении первой половины 1925 года. По словам Томпсон, «прокручивая в голове идею нового романа, она, безусловно, уже знала, что её ждёт победа», а сама книга знаменовала переход Агаты из категории писательницы-любительницы в профессионалы. Как полагает Томпсон, к созданию такой хорошо продуманной книги привёл ряд личных качеств классика детективного жанра, которые появлялись постепенно: «Благодаря уму, интуиции, уверенности в себе, куражу. Благодаря тому, что полагалась на собственные суждения о том, что позволит ей достигнуть цели в работе. Благодаря тому, что голова её не была загромождена заимствованными идеями, а воображение работало естественным образом и настолько свободно, что она могла позволить себе ради удовольствия упражнения по его ограничению». Мэри Уагонер подчёркивает тот факт, что «Убийство Роджера Экройда» создавалось как классический детектив и соответствует тем сюжетным критериям, которые в 1948 году дал британский поэт Уистен Хью Оден. В своём известном эссе «В убийстве подозревается священник» он определил следующие сюжетные составляющие детективной литературы: «происходит убийство; подозрение падает на многих; исключаются все подозреваемые кроме одного, который и является убийцей; убийцу арестовывают или он умирает».
В начале весны Агата была полностью занята работой, не подозревая, что на почве страсти к гольфу у её мужа возник роман с офисной машинисткой Нэнси Нил. В июне 1925 года был опубликован роман «Тайна замка Чимниз», ставший пятой книгой Кристи, написанной по контракту с «Бодли Хед», после чего она избавилась от обязательств перед опостылевшим ей издательством. Новому её роману были предпосланы следующие слова: «Посвящается Панки, любительнице традиционного детектива, где расследуется убийство, а подозрение падает на всех по очереди!» Адресат посвящения — Мэдж Уоттс, старшая сестра Агаты, пари с которой приписывают возникновение первого опубликованного романа Кристи, «Загадочное происшествие в Стайлзе». Летом 1925 года после окончания работы над романом супруги Кристи поехали отдохнуть в Котре, во Французских Пиренеях. После возвращения в Англию отношения между супругами не улучшились.
В начале 1926 года чета Кристи по настоянию мужа приобрела в Саннингдейле особняк, который по предложению Арчи назвали Стайлз, в честь первого опубликованного романа писательницы. Несмотря на то, что дом имел дурную славу — ходили слухи, что его обитателей ждёт несчастье, — Агата всё же пошла мужу навстречу и дала своё согласие: возможно, потому, что это могло их сблизить. Однако отношения супругов так и не налаживались, несмотря на её усилия. Кроме того, после окончания работы над романом и тяжёлого переезда писательница была крайне измотана и заявила мужу, что ей требуется отпуск, но он сказал, что никуда не поедет. Она решила настоять на своём и вместе с сестрой Мэдж отправилась на отдых на Корсику в Кальви, однако и там не могла забыть о своих тяжёлых отношениях с мужем.

### Последующие события
После возвращения в Англию отношения Агаты с мужем были напряжёнными. Пятого апреля 1926 года умерла её мать, что ещё больше отдалило Агату от мужа, так как тот терпеть не мог вида болезней, смертей, связанных с этим забот и похорон, на которых он не присутствовал, поскольку находился в Испании. В августе того же года Арчи признался в неверности, а в декабре в категорической форме потребовал развод, поскольку влюбился в свою коллегу по гольфу Нэнси Нил. После ссоры с мужем 3 декабря 1926 года Агата исчезла из своего дома в Беркшире, оставив дочь Розалинду и дом на попечение служанок и написав письмо своему секретарю Карло, в котором утверждала, что направилась в Йоркшир. Её исчезновение вызвало громкий общественный резонанс и шумную кампанию в прессе, поскольку у писательницы уже появились поклонники её творчества и она стала известна в литературных кругах.
Розыском Кристи занимались более тысячи сотрудников полиции, а также пятнадцать тысяч добровольцев. 14 декабря её нашли в фешенебельной гостинице Swan Hydropathic Hotel городка Харрогейт, где она была известна под выбранной ей фамилией любовницы мужа — Тереза Нил. Выдвигались самые различные версии её исчезновения; в обществе получило распространение мнение, что это было сделано в рекламных целях, чтобы поднять продажи её книг и, в частности, романа «Убийство Роджера Экройда». Это мнение утвердилось ещё и в связи с тем, что Liverpool Weekly Post с 4 декабря начал публиковать роман под настоящим именем писательницы. Как бы то ни было, интерес к её творчеству действительно возрос, она стала знаменитостью не только национального масштаба, её книги стали лучше продаваться. Вопрос рассмотрения обстоятельств её исчезновения, в связи с понесёнными полицией расходами, даже дискутировался в парламенте. Популярности романа способствовала также успешная сценическая адаптация Майкла Мортона, состоявшаяся 15 мая 1928 года в лондонском Prince of Wales Theatre под названием «Алиби» и экранизированная Лесли Хискотом в 1931 году. Таким образом, целый ряд факторов сделал писательницу наиболее известным детективным автором своего времени. Биограф писательницы Джанет Морган выразила точку зрения, что появление этой книги и использованный в ней «трюк» сделали Кристи знаменитой, став поворотным пунктом в её творчестве, и описала сложившуюся ситуацию следующими словами:
Люди, жившие в двадцатые-тридцатые годы, позже вспоминали споры вокруг этой книги — действительно ли автор беспристрастно выложил перед читателем все улики, но их воспоминания постоянно смешивались с воспоминанием о большом публичном скандале, причиной которого стала Агата в тот же год.
Считается, что семейные проблемы, исчезновение, публичный скандал, чрезмерное внимание прессы и развод с мужем привели к тому, что писательница могла уничтожить черновики романа, которые не сохранились, однако сама она про это нигде не упоминает. Впрочем, так и не были обнаружены рабочие заметки и к нескольким другим наиболее известным романам «королевы детектива». Имеются сведения, что комитет британского писательского «Детективного клуба» потребовал исключить Кристи из этой организации, так как усмотрел в её романе нарушение «правил», но против этого выступила Дороти Сэйерс, и предложение не прошло. Однако получило распространение мнение, что Кристи всё-таки была отстранена от участия в клубе.
Осенью 1928 года по совету знакомых Агата совершила путешествие на поезде «Восточный экспресс» до Стамбула, откуда через сирийский Дамаск добралась до Ирака, в Багдад. Там она отправилась осмотреть археологическую экспедицию под руководством Леонарда Вулли в Уре, где её очень гостеприимно встретили. Такое отношение объяснялось тем, что Кэтрин Вулли, властная жена руководителя раскопок, недавно прочитала роман «Убийство Роджера Экройда», он ей очень понравился и она рекомендовала его своим знакомым. «Всех членов экспедиции пытали, знают ли они мою книгу; те же, кто её не читал, подвергались суровой критике», — писала Агата в своём жизнеописании. В следующем году в Ираке Кристи познакомилась со своим вторым мужем археологом Максом Маллованом, который ранее не был знаком с её творчеством. Кэтрин Вулли пыталась подтолкнуть мужа Кристи прочитать роман, но он сумел отказаться. Несколько позже он услышал, в чём заключается разгадка сюжета, после чего заявил: «Какой смысл читать роман, если знаешь, чем он кончится?» Однако по прошествии времени он стал читать книги жены, которая прислушивалась к его мнению относительно их содержания.

## Публикации и переводы
Произведения Агаты Кристи являются одними из самых публикуемых за всю историю человечества, а также самыми переводимыми (по данным поддерживаемого ЮНЕСКО Index Translationum по состоянию на 2017 год было осуществлено 7236 переводов). Первоначально роман увидел свет в лондонском журнале Evening News, где он выходил с июля по сентябрь 1925 года под заглавием «Кто убил Экройда?» (англ. Who Killed Ackroyd?). В июне 1926 года роман вышел в Англии в издательстве William Collins and Sons и в США в Dodd Mead and Company. Биограф писательницы Джаред Кейд отмечал, что роман, ориентированный первоначально на знатоков и преданных любителей жанра, приобрёл большую популярность и первые 4000 экземпляров были быстро раскуплены. Кроме того, со временем он стал наиболее известной из книг Кристи: «И по мере того как разгорались споры о том, вела ли она игру по правилам или дурачила читателей загадкой о том, кто же убийца, (а последующие допечатки тем временем распродавались), никому в голову не пришло, что этому роману суждено стать одним из самых обсуждаемых произведений детективного жанра из когда-либо написанных». Уже к 1928 году роман был доступен на шрифте Брайля в Королевском национальном институте для слепых (англ. Royal National Institute of Blind People). Он стал одним из первых произведений, выбранных для записи на грампластинке в каталоге «Книг для слепых» (1935), выпускаемых RNIB National Library Service. В 1936 году «Убийство Роджера Экройда» было указано как одна из восьми книг, доступных в этой форме для незрячих.
Как один из самых популярных романов Кристи, он неоднократно переиздавался на десятках языков мира, а первые переводы появились вслед за англоязычными публикациями. В 1927 году роман вышел на французском языке в переводе Мириам Ду-Деспортес; впоследствии он неоднократно переиздавался. Он открыл новую книжную коллекцию Le Masque основанную Альбером Пигасом. По поводу этого издания романа французские писатели и теоретики детективной литературы Пьер Буало и Тома Нарсежак, известные под псевдонимом Буало-Нарсежак, писали, что его «оглушительный» успех вызвал продолжительное влияние. В том же году детектив был издан на финском языке, через два года вышел ещё один перевод, за что писательнице досталось пятнадцать фунтов. В 1928 году в немецком Мюнхене был издан перевод, осуществлённый Ирен Кафкой, являющейся первой переводчицей Кристи в Германии, где после издания романа в 1937 году за ним также закрепилось название «Алиби». Видимо, французским воздействием (перевода 1927 года или высокого статуса культуры) обусловлено то, что в издании 1931 года на бразильском варианте португальского языка имя Джеймса Шеппарда представлено на французский манер. Этот перевод Эйтора Берутти вышел в книжной «Жёлтой коллекции» (порт. Coleção Amarela); издавался он также и адаптированном виде в Португалии. Для него, как и для других переводов Кристи на различных языках (немецкий, нидерландский), характерно стремление к повышению статуса стиля текста, его социолингвистического регистра. Первое итальянское издание увидело свет в 1937 году в серии дешёвых криминальных книг от издательства Mondadori, выпускаемых в ярко-жёлтых обложках, известных как джалло (от итал. giallo — «жёлтый»). Считается, что эта известная итальянская криминальная книжная серия повлияла на дизайн обложек схожей по тематике и исполнению бразильской коллекции, в которой был опубликован перевод Берутти, хотя он и вышел раньше. В 1947 году новое итальянское издание был напечатано под названием «С девяти до десяти» (итал. Dalle nove alle dieci).
Первый русский перевод романа издавался в эмигрантском литературном журнале «Иллюстрированная Россия» с 3 октября 1931 года по 19 марта 1932 года. В середине 1980-х годов был выполнен ещё один перевод. Его авторами стали Ирина Гурова и Татьяна Озёрская; он был впервые издан в 1986 году с небольшими сокращениями в составе сборника «Загадка Ситтафорда». Для второго тома российского собрания сочинений (1992—2008) Агаты Кристи этот перевод был пересмотрен и отредактирован одним из соавторов первого перевода — Гуровой. Несмотря на то, что имеются ещё несколько переводов на русский язык, именно работа Гуровой и Озёрской стала единственным произведением английской писательницы в списке «Тысяча лучших произведений мировой художественной литературы в русских переводах, рекомендованных для комплектования школьной библиотеки», составленном сотрудниками Российской государственной библиотеки.

## Художественные особенности

### Характер повествования
Рассказ ведётся от лица доктора Шеппарда, являющегося активным участником происходящего. Наиболее примечательный приём, использование которого привело к многочисленным дискуссиям, — это повествование, ведущееся от лица так называемого ненадёжного рассказчика, который в итоге оказывается убийцей. Неоднократно указывалось, что приём ведения рассказа от лица преступника не раз применялся ещё до Агаты Кристи. Советский писатель и литературовед Абрам Вулис в статье «Поэтика детектива» отмечал схожесть её романа и повести А. П. Чехова «Драма на охоте», где рассказчик, являющийся убийцей, принимает участие в раскрытии преступления. Этот оригинальный ход автор статьи комментирует следующим образом: «Помощник сыщика — убийца! Что ж, едва прописи начинают мешать литературе, она сметает их со своего пути». Британский писатель и теоретик детективной литературы Джулиан Симонс отнёс повесть Чехова к жанру детектива и назвал источником романа Кристи . Российский писатель Дмитрий Быков также склонен отдать Чехову первенство в использовании сюжетной схемы детектива, в которой убийцей оказывается рассказчик.
Однако такую точку зрения не разделяют другие исследователи, так как отмечается, что соответствующая традиция восходит уже к Эдгару Алану По, считающегося общепризнанным основоположником жанра детективной литературы. У него такие персонажи, как «рассказчик-убийца» и «сыщик-преступник», присутствуют в нескольких произведениях. Характерна в этом отношении ироническая новелла «Ты еси муж, сотворивый сие», где преступник-убийца, как и доктор Шеппард, был известен как друг погибшего и фальсифицировал улики против родственника убитого.
Буало-Нарсежак подчёркивали, что в криминальных романах Мориса Леблана повествование ведётся от лица Арсена Люпена — классического представителя такого типа персонажа, как «джентльмен-грабитель». В числе наиболее известных детективных произведений, где преступник ведёт расследование убийства, можно также назвать ценимый Кристи роман Гастона Леру «Тайна Жёлтой комнаты» (1907).
Высказывалось предположение, что прообраз такого приёма Кристи могла найти в криминальном романе «Железная коляска» (норв. Jernvognen, 1909) норвежского писателя Свена Эльвестада, издававшегося под псевдонимом Стэн Ривертон. Это произведение было переведено на английский язык и печаталось в 1923—1924 годах в лондонском журнале Tip Top Stories. Кроме того, и сама писательница использовала такой приём в своих предыдущих романах «Таинственный противник» (1922) и «Человек в коричневом костюме» (1924).
Оригинальным замыслом Агаты Кристи было то, что доктор Шеппард в своих записках не лжёт — он просто недоговаривает. В частности, он «забывает» упомянуть, что случилось между 20:40 и 20:50, когда фактически и был убит Роджер Экройд, так что у читателя создаётся ошибочное впечатление, что Экройд был ещё жив, когда Шеппард ушёл. По этому поводу она заметила, что несмотря на критику, не считает такой приём «надувательством», в котором её некоторые обвиняли, так как если внимательно прочесть роман, то придётся признать, что «нечестной игры» со стороны автора нет: «Небольшие временные несовпадения, которые здесь неизбежны, аккуратно упрятаны в двусмысленные фразы: доктор Шеппард, делая записи, как бы сам находит удовольствие в том, чтобы писать только правду, но не всю правду». В этом отношении показательны слова доктора Шеппарда в финальном признании:

Я весьма доволен собой как писателем. Что может быть точнее, например, следующих слов: «Письмо принесли без двадцати минут девять. Оно так и осталось непрочитанным, когда без десяти девять я уходил. Уже взявшись за дверную ручку, я нерешительно остановился и оглянулся, обдумывая, всё ли я сделал. Ничего не придумав, я вышел и закрыл за собой дверь».
Шеппард предполагал, что его преступление не будет раскрыто и это дело станет одной из неудач Пуаро. После неблагоприятного для него развития ситуации и разоблачения его детективом доктор рассматривает различные варианты, которые могли изменить ход повествования и событий. Другой особенностью является то, что в финале романа меняется не только концовка рукописи Шеппарда, но и её адресаты. Дело в том, что изначально он планировал предать её широкой известности: «Предполагая возможность издания рукописи, я разделил её на главы». Однако в конце признания указывается: «Когда я закончу писать, мне останется запечатать рукопись и адресовать её Пуаро».
Этот рассказчик — фигура воистину многомерная, поскольку он — не только тот, кто говорит от первого лица в книге, написанной другим; он тот, кто физически написал эту книгу (как Артур Гордон Пим), и следовательно, он воплощает образцового автора, или, ещё точнее, он тот, чьими устами говорит образцовый автор, а совсем уж точно — тот, через кого мы ощущаем почти физическое присутствие образцового автора.
Итальянский писатель, философ и семиотик Умберто Эко в своих лекциях «Шесть прогулок в литературных лесах» рассказывает, как научиться правильно читать и понимать литературу. «Лес» у Эко — это метафора художественного текста, по которому читатели «бродят» при чтении книги. Эко рассказывает о том, как создаются литературные произведения, а также о том, как читатели воспринимают и понимают текст. Он разделяет «образцовых читателей» на две категории: первого и второго уровня. Если первые стремятся как можно быстрее выбраться из леса, то есть выяснить, чем заканчивается произведение, то вторые пытаются проникнуть в авторский замысел и понять, как сочинение устроено. По словам Эко, для того чтобы выяснить, чем заканчивается произведение, достаточно прочесть его один раз: «Однако чтобы выявить образцового автора, текст придётся читать неоднократно, а в некоторых случаях — и бесконечное множество раз». По мнению писателя, в этом отношении знаменитый роман Кристи является ярчайшим примером текста, который требует повторного обращения к нему. Это особенно проявляется в концовке романа, где доктор Шеппард объясняет свои мотивы и поведение. Его признание побуждает читателей перечесть роман с самого начала, так как, по его словам, будь они наблюдательнее, они бы увидели, что он нигде их не обманывал, а только в некоторых местах недоговаривал. Кроме того, рассказчик не только побуждает к повторному обращению к книге, но и «физически помогает читателю второго уровня сделать это, цитируя в финале фразы из начальных глав». Эко резюмирует такую нарративную манеру следующим образом: «Конечно же, образцовые авторы далеко не всегда столь откровенны».
Роман насыщен различными аллюзиями, обыгрыванием топонимов и антропонимов, французскими выражениями Пуаро, цитатами и отсылками к произведениям как классической литературы, так и к детективам, а также творчеству самой Кристи. В тексте присутствуют цитаты из Библии, Уильяма Шекспира, Редьярда Киплинга и другие. Также имеется ироничная цитата из новеллы «Сломанная шпага» (1911) Гилберта Кита Честертона, восходящая в свою очередь к Шекспиру: «Где труднее всего заметить булавку? Среди других булавок, воткнутых в подушечку! Когда меньше всего замечаешь преступление? Когда оно стоит в ряду других таких же». На протяжении всего романа присутствует детективная тематика, этот жанр обсуждают между собой персонажи, Шеппард признаётся, что читает такие книги и т. д. Вообще обыгрывание ситуаций детективной литературы и отсылки к ней характерны для творчества как самой Кристи, так и других представителей этого жанра. В соответствии с традициями классического детектива читателю предоставлена возможность вычислить убийцу, однако в данном случае сделать это довольно сложно, поскольку в книге присутствует множество комических оттенков и ситуаций, к тому же «несерьёзный» эффект ещё более усиливает ироничная манера повествователя в лице доктора Шеппарда.
В связи с выбранным характером повествования, предопределённого личностью преступника, который избежал передачи в руки правосудия, в «Убийстве Роджера Экройда» отсутствует эффектный финал, характерный для многих романов Кристи из цикла об Эркюле Пуаро. В таких «коронных» его сценах он собирает участников, причастных к преступлению, описывает его, раскрывает личность убийцы и его мотивы. Подобными театрализованными финалами заканчиваются такие известные книги с участием бельгийского детектива, как «Убийство в „Восточном экспрессе“» (1934), «Смерть на Ниле» (1937), «Зло под солнцем» (1941), «Приключение рождественского пудинга» (1960) и другие её произведения из этой серии.

### Мораль и среда
Было подмечено, что для классического детектива и для творчества Кристи характерна ограниченность круга персонажей, что позволяет представить его как некое подобие общества в целом, а локализация места действия подталкивает читателя к изучению этой группы людей. Ханна Чейни в монографии «Детективный роман нравов» и Мэри Уагонер в книге «Агата Кристи» настаивают на том, что для второстепенных героев писательницы образцом послужили персонажи английских романов нравов XVIII и XIX веков (Генри Филдинг, Джейн Остен, Чарльз Диккенс и др.). По мнению российского филолога Петра Моисеева, нравоописательное начало в творчестве писательницы было вызвано не столько неосознанным следованием литературной традиции, сколько тем, что это позволяло избежать неоправданного для жанра детектива реалистического психологизма, способного отвлечь от разгадывания собственно загадки. Также нравоописательность романов Кристи, восходящая к классицистической литературе, позволяет придать детективу внешний характер: «Объясняется это, с одной стороны, самой природой нравов, которые не существуют без внешнего проявления, а с другой — позицией исследователя человеческой природы, которую занимает классицист». Кроме того, сыщику крайне необходимо знание человеческой природы, о чём заявляется в романах Кристи. В ответ на критику того, что герои книг «королевы детектива» стереотипные, «плоские», «двухмерные», британская писательница Софи Ханна расценивает их как «реалистично трёхмерных». Третье измерение личности персонажа Кристи до поры до времени находится в тени, пока он характеризуется неглубоко — так, как ему хотелось бы выглядеть перед окружающими. Сложность облика такого героя отображается в, казалось бы, малозначительных деталях, позволяющих выявить его истинный характер и его способность пойти на убийство.
Детектив — рассказ о погоне; в значительной мере это моралите — нравоучительная сказка: порок в нём всегда повержен, добро торжествует. <…> Я, как и всякий, кто пишет или читает книги, была против преступника, за невинную жертву.
В критике неоднократно отмечалось морализаторское начало в творчестве писательницы. Так, советский теоретик жанра детектива Георгий Анджапаридзе подчёркивал, что уже в романе «Убийство Роджера Экройда» «…нравоописательное начало столь же сильно, как и детективное». В этой связи примечательно высказывание такого немногословного персонажа, как майор Блент: «Все беды происходят из-за денег или их отсутствия». Биограф Кристи Гвен Роббинс подчёркивала, что писательница на протяжении всей жизни отличалась вниманием к различным общественным процессам, проблемам нравственности. Сама Кристи позже заметила, что её очень пугает то, что молодёжь приобщается к криминальному миру, совершает преступления: «Многие годы, описывая бесчестные поступки, я могу только подтвердить известную истину: „честность — лучшая политика“. И с каждой своей новой книгой я укрепляюсь в правоте этих слов». По своим убеждениям она была сторонницей консервативных, викторианских ценностей и исповедовала викторианскую мораль. Большое влияние на её образ мыслей также оказывали Библия и церковь.
Действие романа происходит в вымышленной деревушке Кингз-Эббот, причём в романе нет указаний на то, в какой именно части Англии находится это место, в связи с чем считается, что оно является обобщающим образом повседневной жизни страны. Как характерная черта указывается, что жители деревни очень заинтересованы в получении сведений о том, что происходит в богатых домах в их местности. Сплетни являются не только источником информации, но и традиционным развлечением. В романе описываются два богатых особняка: «Папоротники», где проживает Роджер Экройд, представленный как «образчик деревенского сквайра», и «Королевская лужайка», дом миссис Феррар, богатой вдовы. Описывая традиционные для английской культуры обстановку и уклад жизни, Кристи не только вводит читателя в место действия преступлений и расследования, но и добивается показа контраста между нормой поведения, выраженной в мирной повседневной жизни, и её нарушением в виде совершённого преступления. Анджапаридзе считал, что несмотря на всю любовь Кристи к «доброй старой Англии», в её произведениях присутствуют критические наблюдения в отношении нравственности современного ей общества. Герои живут в хорошо знакомой писательнице среде, которую она неоднократно описывала на протяжении творческой жизни, и имеют традиционный для неё круг персонажей. Уже с первого романа она следует схеме, согласно которой в детективе на протяжении развёртывания сюжета разбросаны ложные намёки, ключи, позволяющие сохранить интерес и внимание читателя до конца книги. По этому поводу советский критик заметил, что, как это обычно бывает, «не только по логике сюжетной головоломки, но и по логике характеров подозрение падает на многих подозреваемых». Читатели, вместе с Пуаро, методом исключений определяют среди различных героев книги убийцу и его мотивы, следят за расследованием: «Пуаро, как обычно не сомневается, что обнаружит настоящего убийцу, но дело в том, что немногих персонажей романа от убийства удерживали соображения романа».
Одной из важнейших тем в творчестве Кристи является тема возмездия преступнику за совершённое преступление. Она трактуется в её произведениях различным образом, но главный принцип остаётся неизменным: «человек, совершивший насилие и жестокость, не должен оставаться на свободе». Это имеет место и в финале романа, когда Пуаро не передаёт доктора Шеппарда за его преступления в полицию, а предоставляет ему возможность покончить с собой. По мнению писательницы, умышленное убийство является тягчайшим преступлением, не имеющим оправданий, и зло должно быть наказано. Морган, комментируя эту позицию Кристи, заметила, что в её произведениях безнаказанными оставались лишь те немногие из убийц, которые умирали, не успев быть переданными в органы правосудия, так как: «Всякое зло должно быть наказано, и смысл правосудия не в отмщении, а в восстановлении справедливости».

### Характер персонажей
Для детективного жанра характерно контрастное противопоставление между странным и обыкновенным, заурядным. В «Роджере Экройде» эта схема реализуется, с одной стороны, вполне обычным местом действия в виде деревушки Кингз-Эббот («самая обычная деревня», «способные люди покидают деревню в пору юности») и обыденными персонажами (Экройд, к примеру характеризуется как «типичный сквайр»). С другой стороны, имеет место наличие незаурядного, странного преступления, на фоне чего выделяется странное поведение персонажей. Так, эпитет «странный» применяется не только к Эркюлю Пуаро, но и практически ко всем персонажам (миссис Феррар, мисс Рассел, Урсуле Борн, самому убитому). Как и полагается классическому детективу, ни один из персонажей не может быть исключён из числа подозреваемых, за исключением Эркюля Пуаро, в задачу которого, в соответствии с воззрениями автора, входит проникновение в психологию, раскрытие характеров действующих лиц. В ходе повествования неоднократно подчёркиваются комические моменты, некоторая чудаковатость обитателей деревни Кингз-Эббот. Как отмечается исследователями, роман создан под влиянием романа нравов времён XVIII или XIX века, а сами персонажи Кристи соответствуют распространённым типам «оригиналов» классической английской литературы. Уагонер указывала на то, что большинство жителей деревни отличаются характерными телодвижениями, образом мыслей или стилем речи. Персонажи наделены различными причудами и маленькими слабостями, к которым спокойно относятся окружающие, что позволяет автору передать чувство стабильности, царящее в населённом пункте, и близкий характер отношений между соседями:
Каролина интересуется делами всех и каждого. Миссис Экройд, невестка жертвы, ведёт себя лицемерно вежливо, но при этом беспощадна. Майор Блант, охотник за крупной дичью, почти всегда молчит. Полковник Картер плетёт небылицы о Дальнем Востоке. У мисс Ганет не получается играть наравне со всеми в маджонг — в эту игру Шеппарды и их гости играют, чтобы избежать желчности, неизбежной между партнерами в бридже.
Пуаро, покинувший дела и живущий в деревне, показан как довольно экстравагантный, экзотический персонаж иностранного происхождения, оказавшийся в традиционной английской глубинке. В романах о Пуаро прочие персонажи дают ему следующие оценки: очень честолюбивый, знаменитый и респектабельный частный детектив, выдающаяся личность, наивный тщеславец, похож на простака, странный человек, излишне самоуверен, чрезвычайно мнителен и т. д. Зачастую воспринимается людьми как чудак из-за своей внешности и прочих особенностей: маленький рост, французский акцент, огромные усы, изысканная манера одеваться и т. д. Одними из ведущих черт сыщика в романе являются его неприкрытое самодовольство и комичность, осознаваемые окружающими. В начале творческого пути Кристи безусловно находилась под влиянием Конан Дойла, но позже пересмотрела своё отношение, став более критичной. В её романе присутствуют различные отсылки к Холмсу и доктору Ватсону, причём зачастую пародийного и иронического характера в отношении шерлокианы. Несмотря на ряд общих черт, в отношении Пуаро, по сравнению с Холмсом, подчёркиваются его иностранное происхождение, пребывание в своём собственном облике, а не преображение в другого человека посредством переодевания и гримирования, комичность, «негероичность» поведения (невозможность физического превосходства над преступником), частые опасения за свою жизнь и т. д. Кроме того, несмотря на то, что и Холмс и Пуаро склонны оставлять без наказания преступления, совершённые из мести, последний идёт на то, чтобы убийца мог уйти из жизни путём самоубийства и, таким образом, избежать смертной казни и скандала («Загадка Эндхауза», «Немой свидетель», «Трагедия в трёх актах», «Свидание со смертью».
В повести Дойла «Собака Баскервилей» в поведении и характере преступника Джека Стэлптона, осуществившего продуманное убийство, присутствует мотив вызова и соревнования с детективом. Кроме того, антагонист повести предлагает себя в качестве помощника доктора Ватсона. По мнению российского филолога Натальи Кириленко, такое поведение Стэлптона как предельное развитие образа нашло своё отражение в поведении доктора Шеппарда. Также обыгрывается и то, что Шеппард в некотором роде замещает Гастингса, что осознаётся обоими главными героями романа. Общаясь с доктором, Пуаро вспоминает своего друга и его полезную привычку вести записи их детективных расследований. В ответ Шеппард говорит, что он занимается тем же: «Видите ли, я читал некоторые из рассказов капитана Гастингса и подумал, почему бы не попробовать самому что-нибудь в этом роде». Логика романа предопределяет, что Шеппард, начав писать самостоятельно, с целями скрытыми от окружающих, в конце всё же вынужден подчиниться воле детектива. Несмотря на различия между Шеппардом и Гастингсом, первый иногда изображает Пуаро в духе его более привычного компаньона: прежде всего это касается комичных черт характера бельгийца и его пристрастия к театральным эффектам.
В литературе отмечалось, что писательница неоднократно выводила на страницах своих произведениях медицинский персонал, и некоторые представители этой сферы деятельности по замыслу автора оказывались преступниками. Шеппарду его профессия также помогает при совершении преступлений, так как он — деревенский доктор, знакомый со всеми в своей деревне, и ему все доверяют, в том числе и жертва: Экройд сам рассказывает ему о событиях, которые и подтолкнут его к убийству. Кроме того, писательница обыгрывает не только то, что Шеппард врач, как и Ватсон у Дойла, но и то, что в его имени содержится литературная игра. Так, Шеппард звучит как английское Shepperd, «пастух», «пастырь», тот, кто «охраняет». Как известно, английское словосочетание Good Shepperd («Добрый пастырь») является нарицательным именем Иисуса Христа. Таким образом врач и «пастырь» в романе неожиданно оказывается убийцей, а не человеком, призванным помогать людям, что расценивается ещё и в этом плане как переосмысление канонов традиционного детектива. По наблюдению Тугушевой, такая интертекстуальность является намеренной, а содержащаяся в имени ирония является ещё и признаком авторской отстранённости: «Кристи не позволяла себе углубляться в подробный анализ характеров, ведь ненароком можно вызвать сочувствие и к убийце, поэтому — никаких психологических прозрений и оправданий. Она предлагает вниманию читателя просто игру, где, как полагается, участвуют партнёры — действующие лица».
Сюжет излагается не линейно, а в многогранной форме продуманной до мелочей детективной загадки, полностью понять которую можно лишь в самом конце книги. Характер доктора Шеппарда не совсем ясен, так как он человек скрытный, молчаливый, склонный к самоконтролю, что вызывает у читателя подозрение в его неискренности. В особенностях личности рассказчика и в связанных с этим ситуациях заложены подсказки, ведущие к раскрытию детективной интриги. Так, он говорил про себя: «Я давно утратил качество, которым обладал, — эластичность». Его сестра Каролина, которая лучше всех его знает, но недоговаривает окружающим свои догадки о нём, заявляет в присутствии Пуаро о брате, что он «жидкий как вода», а также говорит ему: «Ты слабый, Джеймс… А при твоём дурном воспитании одному Богу известно, в какую беду ты мог теперь попасть». Каролина вообще очень примечательный персонаж и, по признанию автора, — её любимица в этой книге: создание этого образа доставило ей большое удовольствие. По словам писательницы, сестра Шеппарда — «ворчливая старая дева, очень любопытная, знающая всё и вся обо всех, всё слышащая, — словом, розыскная служба на дому». Она является предшественницей одного из наиболее известных персонажей Кристи — мисс Марпл, появившейся на страницах рассказа «Тринадцать загадочных случаев» (1927) и ставшей главной героиней романа «Убийство в доме викария» (1930). По словам писательницы, Каролина играла значительную роль в жизни своей деревни: «было интересно наблюдать, как по-разному жизнь эта преломляется в сознании доктора и его властной сестры». Французский литературовед и психоаналитик Пьер Байар, проанализировав текст романа, в своей книге «Кто убил Роджера Экройда?» (фр. Qui a tué Roger Ackroyd?, 1998) пересмотрел выводы Пуаро и пришёл к заключению, что настоящим убийцей является сестра Шеппарда — Каролина. Согласно этой версии, она пошла на это в интересах брата и, в таком случае, его финальная исповедь является отчаянной попыткой защитить сестру. Комментируя такое альтернативное развитие сюжета, французский писатель Фредерик Бегбедер высказался о том, что истинным убийцей в романах Кристи является она сама — «Герцогиня Смерть».
Кроме того, в романе происходит много событий, которые отвлекают внимание, но не имеют никакого отношения к самому преступлению (например, исчезновение Ральфа или появление незнакомца у дома Экройда). В то же время события приобретают новое значение в глазах читателя, когда становится известен убийца. Доктор Шеппард сам изумлён своей двуличностью, сложностью расследования и тем, что под подозрением оказалось так много человек. По наблюдению российского семиотика и культуролога Вадима Руднева, повествователь с целью отвести от себя подозрение выстраивает свой рассказ таким образом, словно он, наряду с читателем, и вправду не подозревает, кто является убийцей. По мнению Руднева, в начале своего повествования доктор в некотором отношении не знает, что он убийца:
Конечно, не в том смысле, что он, например, совершил убийство в бессознательном состоянии. Нет, он убил вполне осознанно и начал писать свою рукопись с тем, чтобы замести следы. Но начал писать её так, как писал бы её человек, который действительно не знает, кто убийца. Именно в этом смысле можно сказать, что он, находясь в своём амплуа рассказчика, в начале своего повествования не знает, что он убийца. В этом смысл его повествования, его цель. И феноменологическая загадка самого повествования.
Руднев приходит к выводу, что в качестве рассказчика Шеппард, пытающийся уйти от правосудия, предстаёт «как невиновный, во всяком случае, не как виновный». С феноменологической точки зрения повествователь по мере развития сюжета узнаёт, что убийцей является именно он. В связи с этим ему приходится перестраивать тип изложения событий: «Теперь он косвенно признаёт, что всегда знал, что он убийца. Но тем не менее он не был рассказчиком-убийцей». В связи с тем, что, как правило, читатель склонен отождествлять себя с рассказчиком, это приводит к тому, что читатель начинает чувствовать свою вину за убийство: «Поэтому здесь возникает странное трагическое ощущение прагмасемантической фрустрации: „Я (читатель) пытался обмануть себя, но теперь я понимаю, что это мне не удалось, и потому на самом деле я (читатель) — убийца“».

### Нарушение канонов детектива
Да и кому нужны равные шансы? Откуда возьмётся тогда неожиданная развязка? Нет, детектив не должен уподобляться фокуснику-недоучке — читателю положено ахнуть, застыть в недоумении, а потом досадливо и восторженно размышлять, как это его в очередной раз обвели вокруг пальца..
Распространено мнение, что «Убийство Роджера Экройда» нарушает первый пункт ироничной статьи «10 заповедей детективного романа» писателя и религиозного деятеля Рональда Нокса, изданной в 1929 году. Это правило гласит: «Преступником должен быть кто-то, упомянутый в начале романа, но им не должен оказаться человек, за ходом чьих мыслей читателю было позволено следить». Российский филолог Александра Борисенко подчёркивала, что среди писателей Золотого века детектива с наибольшим азартом нарушала правила именно Кристи, не особо стремившаяся к тому, чтобы читатель имел равные шансы с сыщиком в процессе изобличения преступника.
Можно считать, что приём, использованный Кристи в её романе, был чересчур обманчив по отношению к читателю, и именно роман послужил непосредственной основой для создания этой заповеди, а не роман был написан как протест против этого запрета: «Это правило было очевидным образом направлено против хитрого (и, по мнению литературной общественности, незаконного) приёма, применённого Кристи в данном романе». В комментарии к этому пункту Нокс упоминал Кристи и писал следующее:
Вторую половину этой заповеди труднее сформулировать в точных выражениях, особенно в свете некоторых замечательных находок Агаты Кристи. Пожалуй, вернее будет сказать так: автор не должен допускать при изображении персонажа, который окажется преступником, даже намёка на мистификацию читателя.
Кроме того, в седьмом правиле Нокса утверждалось: «Детектив не должен сам оказаться преступником». Правило против «мошенничества», «обмана» читателя через несколько лет после издания романа сформулировал и У. Х. Райт, известный под псевдонимом С. С. Ван Дайн. В своих «Двадцати правилах для писания детективных романов» он писал: «Ни сам сыщик, ни кто-либо из официальных расследователей не должен оказаться убийцей».

## Литературное значение и критика
Сразу после публикации роман вызвал множество противоречивых откликов. News Chronicle назвала книгу «безвкусным неудачным разочарованием автора», а один из читателей даже написал гневное письмо в Time. С. С. Ван Дайн в предисловии к антологии «Лучшие детективные рассказы» (1927) отрицательно высказался о нарушении традиционных правил детектива. Однако в британской и американской прессе был опубликован и ряд положительных рецензий. Дороти Сэйерс писала Кристи, что ей очень нравятся такие её романы как «Убийство в доме викария» и «Убийство Роджера Экройда», однако она бы предпочла первый, потому что там отсутствует диктофон, так как у неё «аллергия на звукозаписывающие средства». Сэйерс подчёркивала, что несмотря на то, что для Кристи характерно использование рассказчика, являющегося помощником детектива, она не всегда следует «ватсоновской» традиции в духе Конан Дойла. В частности, это происходит в «Убийстве Роджера Экройда», где Кристи применяет неожиданный поворот, который её коллега назвала «трюкачеством». Что касается «нарушения правил» то Сэйерс призывала не воспринимать эту сторону романа как обман: «Читателю предоставлены все улики, он вполне может угадать, кто убийца, если достаточно проницателен. В конце концов, долг читателя, как и сыщика, — проявлять изобретательность и подозревать всех без исключения». Джон Годдард произвёл тщательный анализ того, «обманывает» ли Кристи, и пришёл к выводу, что обвинения в мошенничестве несостоятельны. Английский писатель и критик Роберт Барнард отмечал, что если не брать во внимание сенсационное решение детектива, то он представляет собой довольно обычную работу Кристи. Он пришёл к выводу, что роман относится к числу «классических» в её творческом наследии, но у неё есть и несколько более удачных произведений.
В 1944 году один из крупнейших американских критиков Эдмунд Уилсон опубликовал эссе под названием «Почему люди читают детективы?», в котором подверг критике жанр детектива как таковой. В следующем году увидело свет его второе эссе с заголовком «Какая разница, кто убил Роджера Экройда?». На этот раз он отмечал, что прочтение второй партии детективов оказалось «ещё более разочаровывающим», чем его первый опыт. Он назвал романы Кристи «банальными и приторными», так как их основой является увлекательная концовка, в которой выясняется, кто убийца. По его мнению, персонажи писательницы неглубоки, они «двухмерны» и сами по себе не представляют интереса, так как их значение заключается лишь в том, какое место в сюжете они занимают по отношению к преступлению. Содержание книг Кристи сосредоточено на «загадке», и главное место в них занимает «напряжённое ожидание, кого убьют, и кто убьёт». Советский писатель и критик Корней Чуковский отмечал однообразие названий многих «смертоубийственных» книг писательницы, часто включающих в себя слово «убийство». Он критиковал её сочинения и популярные детективы других авторов за злоупотребления в изображении многочисленных «виртуозных» убийств, которые раскрывают «мудрейшие, светозарные, всевидящие, безупречно благородные и в то же время непременно чудаковатые сыщики». Также такая «кровавая словесность» приучает читателей к увлечению собственно техникой убийств, что приводит к тому, что у них пропадает интерес к жертвам. Персонажи Кристи чересчур функциональны, они служат лишь для того, чтобы вызвать в отношении них подозрение в совершении преступления. Когда она характеризует в начале книги своих героев, знакомый с её творчеством читатель понимает, что не следует верить её описаниям. Она стремится возбудить подозрение против всех: «те, кого в первой главе она изображает чуть не ангелами, на последних страницах непременно окажутся — по крайней мере один или два из них — отпетыми мерзавцами». Это приводит к тому, что адресаты таких книг перестают быть простосердечными, доверчивыми. В подтверждении своей мысли Чуковский цитирует Уилсона, писавшего по этому поводу: «Всякого подозревают по очереди, каждая улица кишит соглядатаями, и ты не знаешь, кому они служат. Всякий кажется виновным в преступлении, и нет ни одного человека, который чувствовал бы себя в безопасности»
Её слово передаёт точно и только то, что требуется, хотя это вовсе не означает, будто за ним не стоит ничего, кроме того, что есть на странице. Её слово владеет тайной простоты. Оно — проводник сюжета, тоже обычно исключительно простого. А вот её сюжеты — проводники авторского представления о персонажах, которые как раз весьма сложны.
Мэри Уагонер расценила книгу как первое из целой серии выдающихся произведений мастера детективной литературы. Она также отметила изящное раскрытие преступления, остроумные диалоги, убедительных, хотя и гротескных персонажей, мир английской провинции, показанной в комическом плане. В отношении правил честной игры с читателем Уагонер не усмотрела каких-либо нарушений, так как все улики, необходимые для решения загадки, были честным образом показаны, хотя и искусно замаскированы. Также роман выделяется продуманными эпизодами, соединёнными между собой законченным сюжетом на основе пятичастной структуры классической детективистики, описанной два десятилетия спустя Оденом. Венгерский исследователь Тибор Кестхейи отнёс «Убийство Роджера Экройда» к пяти—шести шедеврам Кристи. Буало-Нарсежак в эссе «Детективы века» писали в 1964 году, что именно приём использования персонажа в виде ненадёжного рассказчика обеспечил успех роману, являющемуся столь необычным и парадоксальным: «Воцарился детектив-загадка — новый интеллектуальный жанр, достойный внимания эрудированных читателей». В 1969 году лорд Маунтбеттен, в ходе вновь завязавшейся переписки поблагодарив Кристи за прекрасную разработку его идеи в «Убийстве Роджера Экройда», высказал мнение, что считает роман «самым лучшим из когда-либо написанных детективов». Чрезвычайно высоко оценила роман писательница Лора Томпсон, охарактеризовав его как «высочайший образец детективного жанра», а приём использования ненадёжного рассказчика она назвала самым изящным из возможных: «Этот приём не просто сюжетная функция, он ставит всю концепцию детективной литературы на каркас и создаёт на нём новую, ослепительно великолепную форму». Томпсон также похвалила характерную для Кристи органичную полупрозрачность письма, «способность контролировать каждую фразу и при этом сохранять свободное дыхание речи». Джаред Кейд писал, что шумиха вокруг романа помогла Кристи занять «прочное положение восходящей звезды в сонме писателей детективного жанра того времени». Британский писатель Джон Лэнчестер отмечал, что творчество Кристи — «плод её времени, современный модернизму, но ориентированный на массовую аудиторию». Он также считал, что писательнице не чуждо экспериментирование с формой, и приводит в пример именно этот роман, где убийство совершает рассказчик. Лэнчестер классифицирует творчество «королевы детектива» по трём категориям — шедевры, достойные профессиональные книги и произведения с политической тематикой. К шедеврам он относит «Убийство Роджера Экройда», «Десять негритят», «Убийство в „Восточном экспрессе“», «Убийство в Месопотамии», «Смерть на Ниле», «4.50 из Паддингтона», «Отель „Бертрам“» и «Объявлено убийство».
Благодаря новаторскому приёму писательницы детективное правило «читатель должен подозревать каждого из героев» получило новый смысл. Советский филолог Майя Тугушева по поводу оправданного «нарушения» традиций жанра писала: «Святотатство! Кощунство! Попрание традиций! Критики так и говорили. Кристи, однако, не побоялась пойти против одного из канонических правил игры и одержала победу, во всяком случае, завоевала популярность, к чему она тогда и стремилась». Российские филологи Н. М. Марусенко и Т. Г. Скребцова охарактеризовали произведение как «самый дерзкий пример нарушения правил жанра». Однако не все авторы согласны с правомочностью использования ставшего знаменитым повествовательного приёма в рамках жанра классического детектива, так как это нарушает восприятие текста читателем, нивелирует структуру художественного повествования. С этой позиции, такие «незаконные» методы являются, в первую очередь, неоправданным с эстетической точки зрения «скандальным рекламным приёмом». Пётр Моисеев также утверждал, что один из самых популярных романов Кристи получил такой статус благодаря грубой нечестности автора. «Доверие читателя к детективисту накладывает на того определённое обязательство — обмануть читателя строго по правилам», — утверждал российский филолог. Кристи неоднократно применяла этот приём в различных комбинациях и в последующих произведениях, пытаясь расширить границы детективного жанра. Так, в романе «Загадка Ситтафорда» (1931) рассказ ведётся с различных точек зрения и согласно его сюжету майор Джон Барнеби убил своего давнего друга Джозефа Тревильяна. Перед своим разоблачением преступник возвращается в дом жертвы, где на него нахлынули чувства, когда ничего не произошло. «Это вызывало странное ощущение, как будто снова та, прошедшая пятница, как будто Джо Тревильян не мёртв, как будто ничего не произошло, ничто не изменилось», — думает майор про себя, наблюдая за изменениями в поведении окружающих. Французский философ и литературовед Ролан Барт в своей работе «Введение в структурный анализ структурных текстов» возражает против такого смешения личных и неличных систем повествования, называя его «мошенническим», что имеет место в романе «Загадка Ситтафорда»: «…загадка создаётся исключительно за счёт плутовства на повествовательном уровне: некий персонаж описывается изнутри, между тем как именно он и является убийцей…» Что касается способа рассказа в «Убийстве Роджера Экройда», то в его отношении философ ещё более категоричен, называя такой приём даже более грубым: «убийца откровенно говорит „я“».
По версии британского писателя детективов и критика Генри Китинга, «Убийство Роджера Экройда» состоит в его списке ста лучших детективных книг, составленном в хронологическом порядке: Crime and Mystery: The 100 Best Books. Роман попал в сотню лучших детективов XX века, составленную британской Независимой Ассоциацией торговцев детективной литературой (англ. The Independent Mystery Booksellers Association). 6 ноября 2013 года британская Ассоциация писателей-криминалистов (англ. Crime Writers' Association) признала роман лучшим детективом всех времён и народов. Комментируя это решение, глава ассоциации Элисон Джозеф сказала, что многие думали, что в этот раз всё будет по-другому, но Агата Кристи действительно лучшая. В её произведениях ярко выражено чувство места, она глубоко знает своих героев. После прочтения её продуманных, хорошо структурированных детективов читатель остаётся с чувством завершённости. Роман занимает сорок девятое место в списке «100 книг века по версии Le Monde». Фредерик Бегбедер, комментируя этот результат в книге «Лучшие книги XX века. Последняя опись перед распродажей», писал, что роман английской писательницы представляет собой выдающийся образчик «изобретательности и виртуозно закрученной интриги». Он сближает творчество Кристи с сюрреализмом, так как считает, что королева детектива в своих книгах «прячет скрытое безумие, потаённую жестокость за благопристойным фасадом общества». По оценке Бегбедера, то, что Кристи сделала рассказчика убийцей, является чрезвычайно оригинальным решением, хотя такие попытки имели место в литературе и раньше. По поводу знаменитого исчезновения классика детективного жанра в 1926 году французский писатель заметил: «Романисты терпеть не могут убаюкивать читателей, сочиняя свои книги-загадки. Агата Кристи решила сама стать одной из таких загадок, лишний раз доказав нам, какая опасная игра литература». В 2015 году по результатам опроса поклонников творчества Кристи было установлено, что «Убийство Роджера Экройда» занимает третье место по популярности после романов «Убийство в „Восточном экспрессе“» и «Десять негритят».

## В культуре
Для осуществления убийства и отведения от себя подозрений доктор Шеппард использует изобретённый им прибор, наподобие будильника. Он представлял собой включившийся в нужное время диктофон с записью голоса убитого. Аналогичным образом была использована грампластинка, помогающая создать алиби в романе «Убийство Канарейки» С. С. Ван Дайна, вышедшего годом позже. В литературоведении усматривается влияние Кристи на произведения Владимира Набокова, где он использует личность ненадёжного рассказчика в качестве нарратора. Прежде всего это касается таких его русскоязычных сочинений, как повесть «Соглядатай» (1930) и роман «Отчаяние» (1934). В первом из них, применяется та же общая схема: русский эмигрант Смуров, как и доктор Шеппард, не обманывает читателя, а только не предоставляет читателю всех необходимых деталей в ходе повествования. Что касается романа, то, предполагается, что отсылки к детективу Кристи обусловлены вероятным знакомством Набокова с русскоязычным переводом её книги. «Отчаяние» впервые было опубликовано в 1934 году в парижском эмигрантском журнале «Современные записки». Роман Кристи печатался на русском языке в парижском журнале «Иллюстрированная Россия» с октября 1931 года по март 1932 года, а Набоков приступил к созданию «Отчаяния» в июле 1932 года. Повествование в нём также ведется от лица ненадёжного рассказчика. Главный герой, Герман Карлович, берлинский предприниматель, случайно встречает бродягу Феликса, которого решает убить и выдать его труп за себя, чтобы получить страховку. Однако его планы были разоблачены: на самом деле между Германом и убитым нет ничего общего. Рассказчик высмеивает каноны детективного жанра, противопоставляя свой текст классикам этого жанра. В одном из эпизодов он обращается к Конан Дойлу, который «профукал» возможность расправиться со своими опостылевшими героями, сделав Ватсона, этого «летописца» шерлокианы, убийцей: «…чтобы Ватсон был бы, так сказать, виноватсон…» Как отмечает набоковед Александр Долинин, идея эта вовсе не нова и была уже использована Кристи в её знаменитом детективе, где убийцей оказывается рассказчик, выполняющий роль «доктора Ватсона» при Эркюле Пуаро. В 1950-м году была опубликована новелла участника и секретаря Детективного клуба Энтони Гилберта (псевдоним Люси Беатрис Маллесон) «Чёрный — цвет невинности», где рассказ также идёт от лица преступника. Предполагается, что «повествование от лица преступника», имеющее место в рассказах «Допрос» (1933) Фридриха Глаузера и «Мужчина из Розового кафе» (1935) Хорхе Луиса Борхеса, сложилось под влиянием творчества Кристи. В 1948 году академическое издательство Oxford University Press опубликовало роман в специальной переработке для юношества. Книга упоминается в начале романа Кэтлин Тинан «Агата» (1977) и его одноимённой экранизации, посвящённых событиям, связанным с исчезновением Кристи. По сюжету этих произведений издатель Уильям Коллинз организовал торжественное чествование своего успешного автора и «Убийства Роджера Экройда». На мероприятие было приглашено четыреста человек, и после его окончания Кристи подписывала экземпляры своей книги всем желающим.
Первой пьесой на основе произведений Кристи, адаптированных для сцены, стало «Убийство Роджера Экройда». Инсценировка была осуществлена режиссёром Майклом Мортоном, значительно переработавшим текст романа. Первоначальный вариант автору романа не понравился, так как Пуаро на двадцать лет моложе и известен в округе как «Красавчик Пуаро», в которого влюбляются все женщины. Так как Кристи уже привязалась к своему детективу и поняла к тому времени, что не расстанется с ним до конца жизни, она возражала против такого кардинального изменения его образа. Благодаря поддержке продюсера Джералда Дюморье, ей удалось настоять на том, чтобы Пуаро появился в пьесе в более привычном виде. Однако пришлось «пожертвовать» образом Каролины, превращённой в молодую и красивую девушку, которая в таком облике стала интересна для Пуаро в романтическом отношении. Премьера адаптации состоялась 15 мая 1928 года в лондонском Prince of Wales Theatre под названием «Алиби». В этой постановке главные роли исполнили Чарльз Лоутон (Эркюль Пуаро), Норман В. Норман (Роджер Экройд), Джон Генри Робертс (доктор Шеппард). Кристи нравилось посещать репетиции, но она всё-таки была недовольна вносимыми изменениями. В связи с этим она решила самостоятельно написать пьесу, которой стала «Чёрный кофе» (1929). По оценке автора, в ней и в пьесе «Алиби» сыграли актёры, внешне малоподходящие на роль её Пуаро. По этому поводу она заметила, что по какой-то причине роль её детектива поручалась исполнителям «нестандартных габаритов». Так, Лоутон имел проблемы с лишним весом, а Фрэнсис Лофтус Салливен, исполнивший роль в её первой пьесе, был «широк в плечах, толст и ростом под два метра». В 1931 году «Алиби» была экранизирована Лесли Хискотом, при участии актёров Остина Тревора (Эркюль Пуаро), Франклина Дайелла (Роджер Экройд), Джона Генри Робертса (доктор Шеппард). Лоутон принял участие и в малоудачной бродвейской постановке в феврале 1932 года, выдержавшей лишь двадцать четыре представления. Радиоверсия пьесы «Алиби» была представлена 17 июня 1944 года на BBC Home Service. Свою версию радиопостановки романа создал в ноябре 1939 года Орсон Уэллс, исполнивший в этой передаче роли Пуаро и Шеппарда. Книга была также адаптирована в форме полуторачасового радиоспектакля в декабре 1987 года на BBC Radio, роль Пуаро исполнил Джон Моффат
2 января 2000 года состоялась премьера «Убийства Роджера Экройда» — первого эпизода седьмого сезона британского сериала «Пуаро Агаты Кристи». Режиссёром выступил Эндрю Грайв, сценаристом — Клайв Экстон. Роли сыграли Дэвид Суше (Эркюль Пуаро), Оливер Форд Дэвис (доктор Шеппард). Сценарий довольно значительно отличается от романа, так как в начале фильма Пуаро начинает читать дневник, оставшийся от убийцы, что приводит к изменению точки зрения на происходящие события. Несмотря на то, что Шеппард регулярно появляется по ходу действия, он уже не занимает главенствующее положение; само же убийство произошло за несколько лет до появления Пуаро. В 2002 году российским режиссёром Сергеем Урсуляком был снят и в ноябре того же года показан пятисерийный телевизионный фильм «Неудача Пуаро», главные роли в котором исполнили Константин Райкин (Эркюль Пуаро) и Сергей Маковецкий (доктор Шеппард). По своей эстетике фильм ориентировался на советские экранизации о приключениях Шерлока Холмса и доктора Ватсона, но на более совершенном техническом уровне. Роман был адаптирован Митани Коки как 190-минутная драма, показанная по японской телевизионной сети Fuji Television в апреле 2018 года. Действие фильма режиссёра Дзёхо Хидэнори «Убийство Куроидо» (яп. 黒井戸殺し, Kuroido Goroshi) происходит в Японии.
В 1991 году в выпуске российского журнала «Приключения и фантастика», посвящённого Агате Кристи, роман появился в виде комикса созданного художником Станиславом Ашмариным. В июне 2004 года «Убийство Роджера Экройда» было выпущено во Франции издательством Emmanuel Proust в виде графического романа, адаптированного и проиллюстрированного Брюно Лашаром. В августе 2007 года эта книга была перепечатана издательством Harper Collins на английском языке.